# شمال ایتالیا
شمال ایتالیا یا ایتالیای شمالی (به ایتالیایی: Italia settentrionale, Nord Italia یا به سادگی Nord)، منطقه جغرافیایی و تاریخی شمال ایتالیا است که ناحیه‌های واله دائوستا، پیمونت، لیگوریا، لمباردی، امیلیا-رومانیا، ونتو، فریولی ونتزیا جولیا و ترنتینو آلتو آدیجه را در بر می‌گیرد. در سال ۲۰۱۴ این منطقه ۲۷٬۸۰۱٬۴۶۰ نفر جمعیت داشت. در این منطقه زبان‌های رتی-رومی و گالی-ایتالی رایج هستند، در حالی که در دیگر نقاط کشور زبان‌های خانواده ایتالی-دالماسیایی گفتگو می‌شوند.

## اقتصاد
شمال ایتالیا پیشرفته‌ترین و صنعتی‌ترین منطقه ایتالیا است و یکی از بالاترین سرانه‌های تولید ناخالص داخلی در اروپا را دارد. این منطقه، نخستین منطقه در ایتالیا بود که در نیمه دوم قرن نوزدهم صنعتی شد. اصطلاح «مثلث صنعتی» در آغاز به منطقه بزرگ صنعتی میان میلان، تورین و بندر جنوآ گفته می‌شد. از آن زمان، هسته صنعتی منطقه به سمت شرق تغییر جهت داده‌است؛ مثلث صنعتی کنونی متشکل از لمباردی، ونتو و امیلیا-رومانیا است. تولید ناخالص داخلی این منطقه در سال ۲۰۰۸ برابر با ۷۷۲٬۶۷۶ میلیون یورو برآورد شده که ۵۴٫۸٪ اقتصاد ایتالیا را شامل می‌شود، در حالی که فقط ۴۵٫۸٪ از جمعیت کشور در آن ساکنند.

## ناحیه‌های آلپی
واله دائوستا، پیمونت، ونتو، ترنتینو آلتو آدیجه، لیگوریا، فریولی ونتزیا جولیا و لمباردی به عنوان ناحیه‌های آلپی ایتالیا شناخته می‌شوند که همه شمال کشور را به جز امیلیا-رومانیا در بر می‌گیرد.

## بزرگ‌ترین شهرها
پرجمعیت‌ترین شهرهای شامل ایتالیا (با جمعیت بیش از ۱۰۰٬۰۰۰ نفر) در ۳۱ دسامبر ۲۰۱۶:
| رتبه | شهر           | جمعیت     | ناحیه               |
| ---- | ------------- | --------- | ------------------- |
| ۱    | میلان         | ۱٬۳۶۶٬۱۸۰ | لمباردی             |
| ۲    | تورین         | ۸۸۲٬۵۲۳   | پیمونت              |
| ۳    | جنوآ          | ۵۸۰٬۰۹۷   | لیگوریا             |
| ۴    | بولونیا       | ۳۸۹٬۲۶۱   | امیلیا-رومانیا      |
| ۵    | ونیز          | ۲۶۱٬۳۲۱   | ونتو                |
| ۶    | ورونا         | ۲۵۷٬۲۷۵   | ونتو                |
| ۷    | پادووا        | ۲۱۰٬۴۴۰   | ونتو                |
| ۸    | تریسته        | ۲۰۴٬۳۳۸   | فریولی ونتزیا جولیا |
| ۹    | برشا          | ۲۰۰٬۴۲۳   | لمباردی             |
| ۱۰   | پارما         | ۱۹۵٬۶۸۷   | امیلیا-رومانیا      |
| ۱۱   | مودنا         | ۱۸۵٬۲۷۳   | امیلیا-رومانیا      |
| ۱۲   | رجو نل امیلیا | ۱۷۱٬۹۴۴   | امیلیا-رومانیا      |
| ۱۳   | راونا         | ۱۵۹٬۱۱۵   | امیلیا-رومانیا      |
| ۱۴   | ریمینی        | ۱۴۹٬۴۰۳   | امیلیا-رومانیا      |
| ۱۵   | فرارا         | ۱۳۲٬۲۷۸   | امیلیا-رومانیا      |
| ۱۶   | مونتزا        | ۱۲۳٬۵۹۸   | لمباردی             |
| 17   | برگامو        | ۱۲۰٬۹۲۳   | لمباردی             |
| ۱۸   | ترنتو         | ۱۱۷٬۹۹۷   | ترنتینو آلتو آدیجه  |
| ۱۹   | فورلی         | ۱۱۷٬۸۶۳   | امیلیا-رومانیا      |
| ۲۰   | ویچنزا        | ۱۱۱٬۶۲۰   | ونتو                |
| ۲۱   | بولتسانو      | ۱۰۷٬۳۱۷   | ترنتینو آلتو آدیجه  |
| ۲۲   | نووارا        | ۱۰۴٬۱۸۳   | پیمونت              |
| ۲۳   | پیاچنزا       | ۱۰۳٬۰۸۲   | امیلیا-رومانیا      |